# Осиповцы (Вороновский район)
Осиповцы — деревня в Заболотском сельсовете Вороновского района Гродненской области Республики Беларусь. 
Осиповцы находятся в 6 км от агрогородка Заболоть.

## Население
Население 21 человек, всего 57 дворов.

## Инфраструктура
Расположен фельдшерско-акушерский пункт 

## Достопримечательность
Небольшой костёл